# Marché Andreevsky
 (novembre 2024).
Le marché Andreevsky (en français marché Saint-André) est un monument architectural situé à Saint-Pétersbourg, sur l'avenue Bolchoï de l'île Vassilievski. Le marché doit son nom à l'église Saint-André située en face.

## Histoire
Un marché avec des étals en bois se tenait déjà à cet endroit depuis la première moitié du XVIIIe siècle. En 1730-1740, le marché fut légalisé, des discussions commencèrent pour sa reconstruction, mais en 1763 il brûla. En 1764, le Sénat, en réponse à une demande des commerçants, leur accorda un prêt de 100 000 roubles sur 10 ans pour la construction d'un nouveau marché. Le concours pour le projet prévoyait la construction de bancs en pierre, la présence d'un espace intérieur pour la vente de foin et de bois de chauffage et l'aménagement d'un étang au centre de cet espace. En 1789, la construction du marché en pierre commença, et fut achevée en 1790. Ce Gostiny dvor est de conception similaire à ceux qui ont été construits à cette époque dans d'autres villes de l'Empire russe.
Les bâtiments sont constitués de locaux commerciaux identiques, isolés les uns des autres, dont chacun a accès à la cour et à un escalier intérieur menant au deuxième étage. Les espaces intérieurs ont été reconstruits à plusieurs reprises - au début ils étaient couverts de voûtes, qui ne sont aujourd'hui conservées que dans la galerie de contournement le long des rues. Les visiteurs entraient par la rue, le chargement s'effectuait depuis la cour. Andreevsky était le seul marché sur l'île Vassilievski.
En 1795, le marché fut à nouveau endommagé par un incendie. En 1891-1892, le marché est reconstruit.

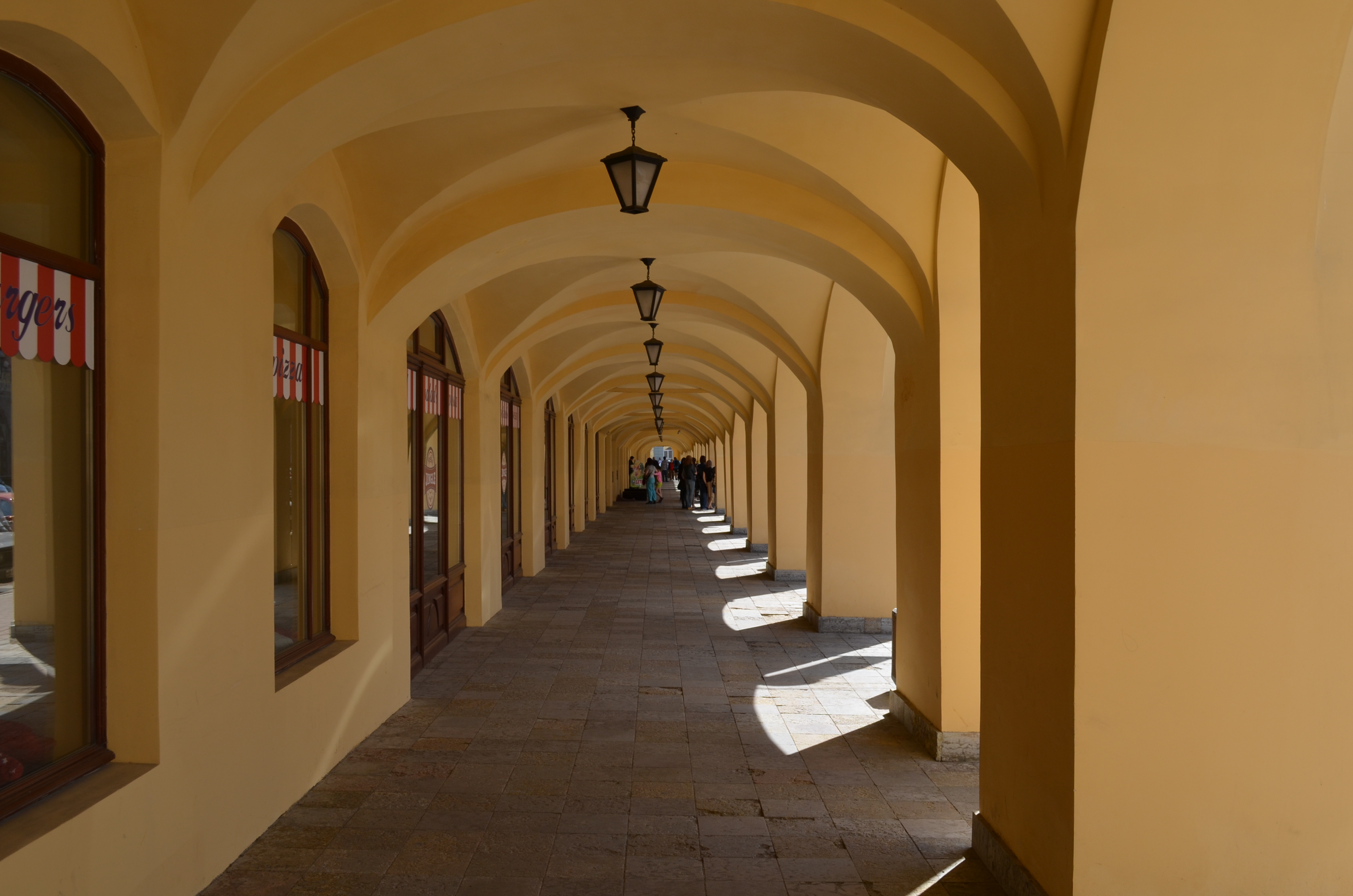
Voûtes de la galerie extérieure
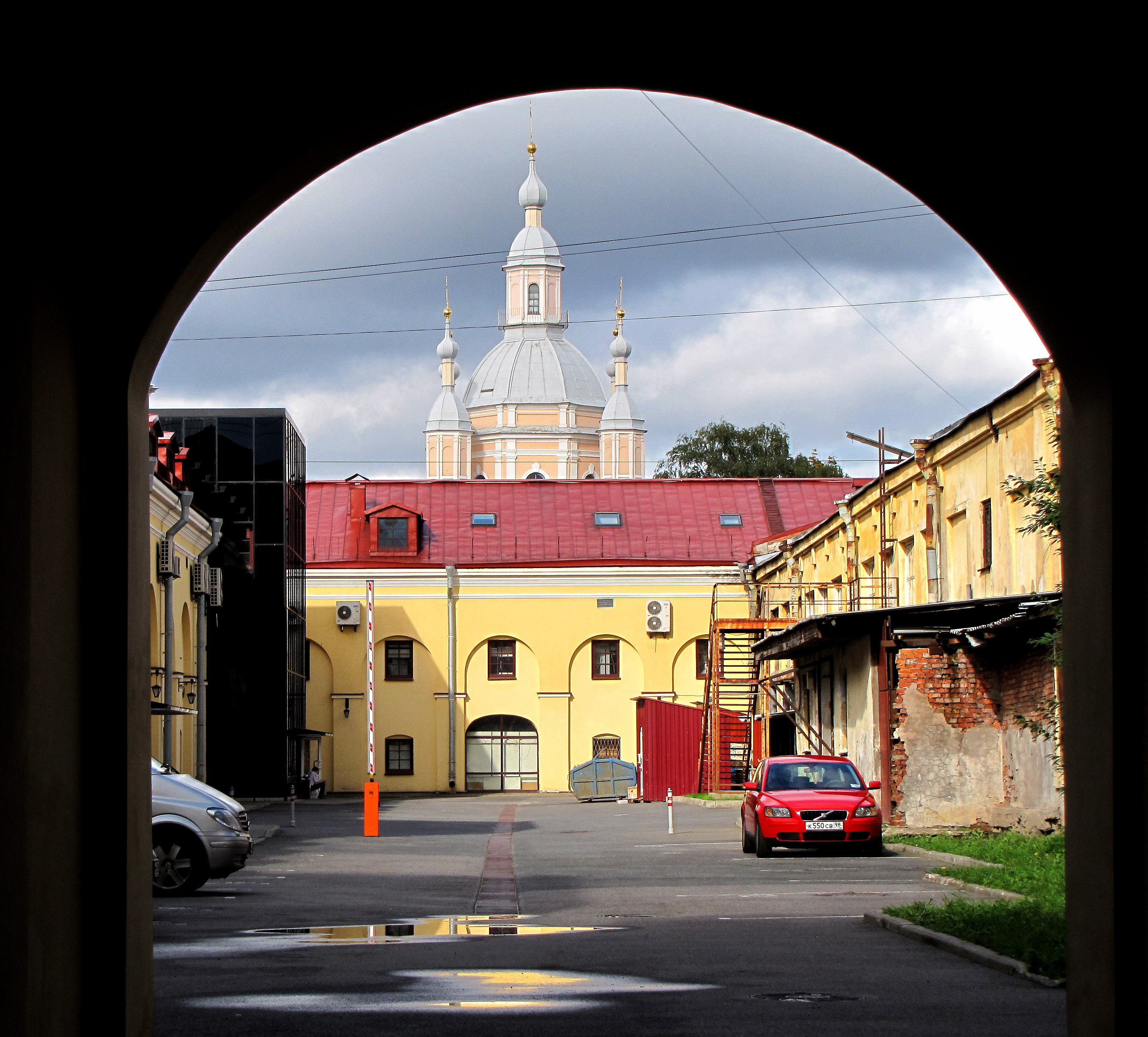
Cour du marché
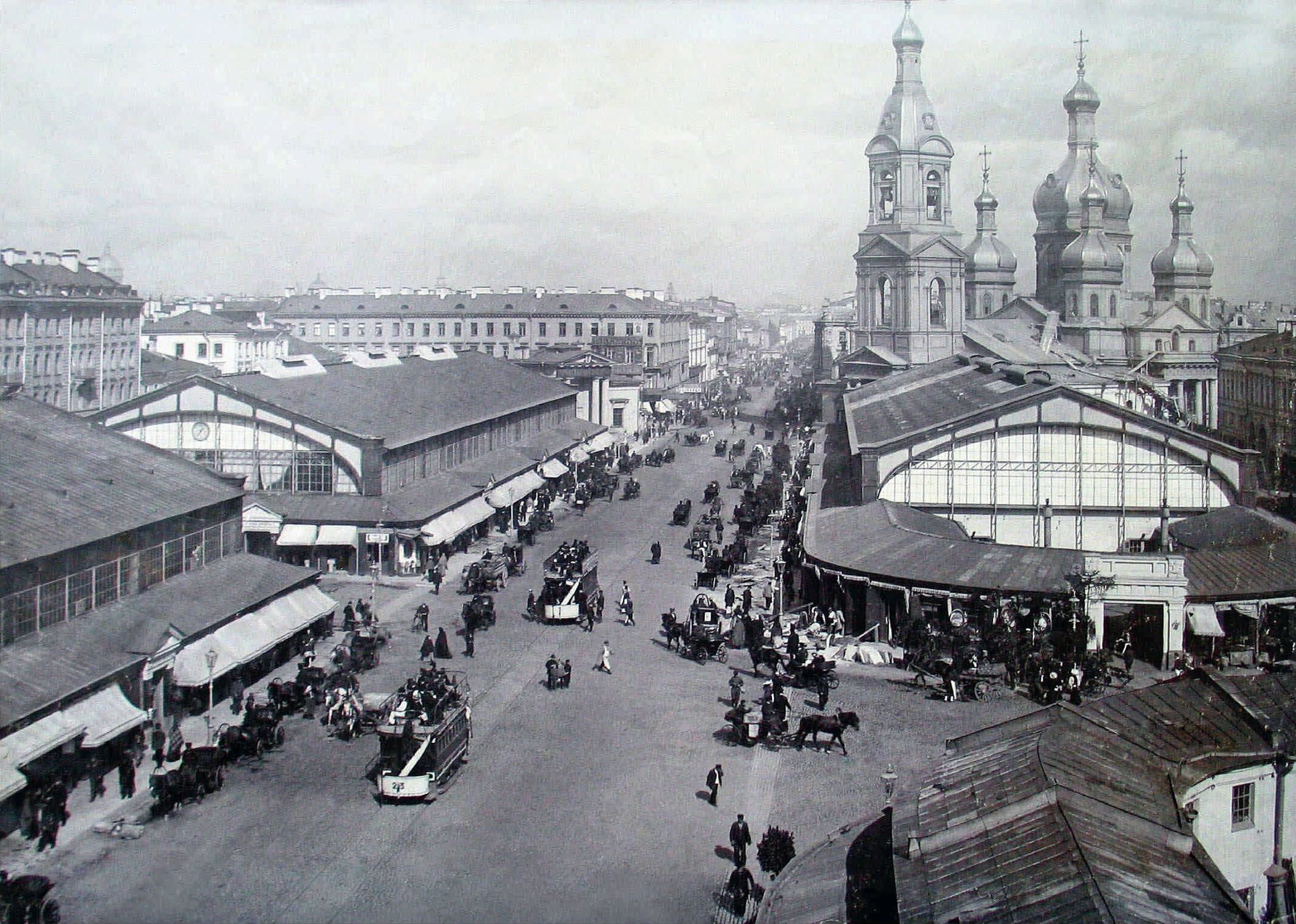
Les bâtiments du marché Sennoy, à l'effigie desquels a été réalisé le bâtiment métallique du marché Saint-André